# 신학적 시학
신학적 시학(神學的 詩學, Theological poetics)이란 역사신학자이자, 시인인 하승무 목사가 개념화하여 제시한 기독교 시문학의 문학용어이다.
신학적 시학은 일반적으로 문학의 한 갈래로서 분류된 기독교 문학의 인간성(자아) 중심의 기독교 세계관의 서정성(자아의존)을 배제하고, 성경 자체가 자증하는 성경본문 중심의 기독교 시문학의 패러다임을 말한다. 또는 성경적 시학(聖經的 詩學, biblical poetics)으로도 부른다.